# المسلمية (حلب)
المسلمية  قرية سوريّة تتبع إداريّاً لمحافظة حلب منطقة جبل سمعان ناحية مركز جبل سمعان، بلغ تعداد سكانها 5,916 نسمة حسب التعداد السكاني لعام 2004.